# ボスニア・ヘルツェゴビナ国有鉄道IIIb5形蒸気機関車

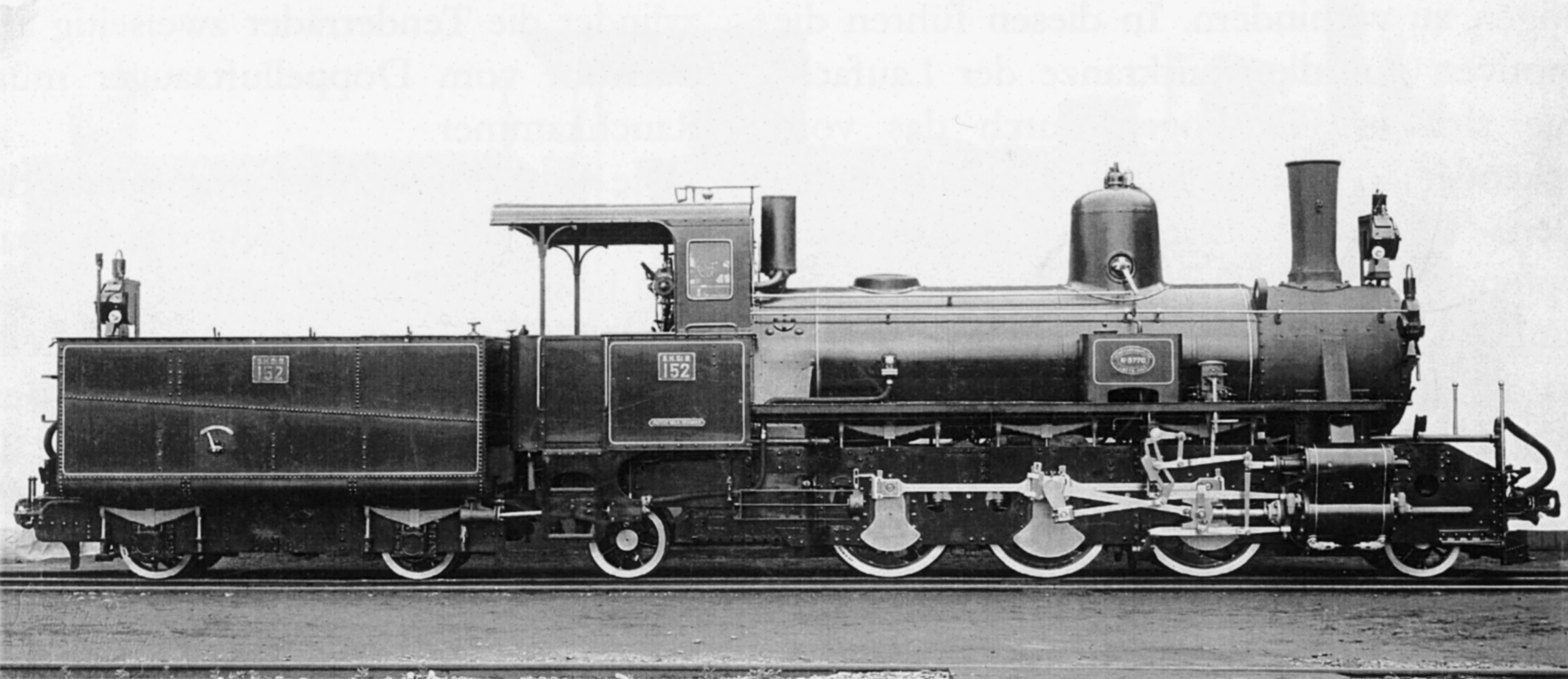
IIIb5形の152号機の工場完成写真、クラウス、リンツ工場

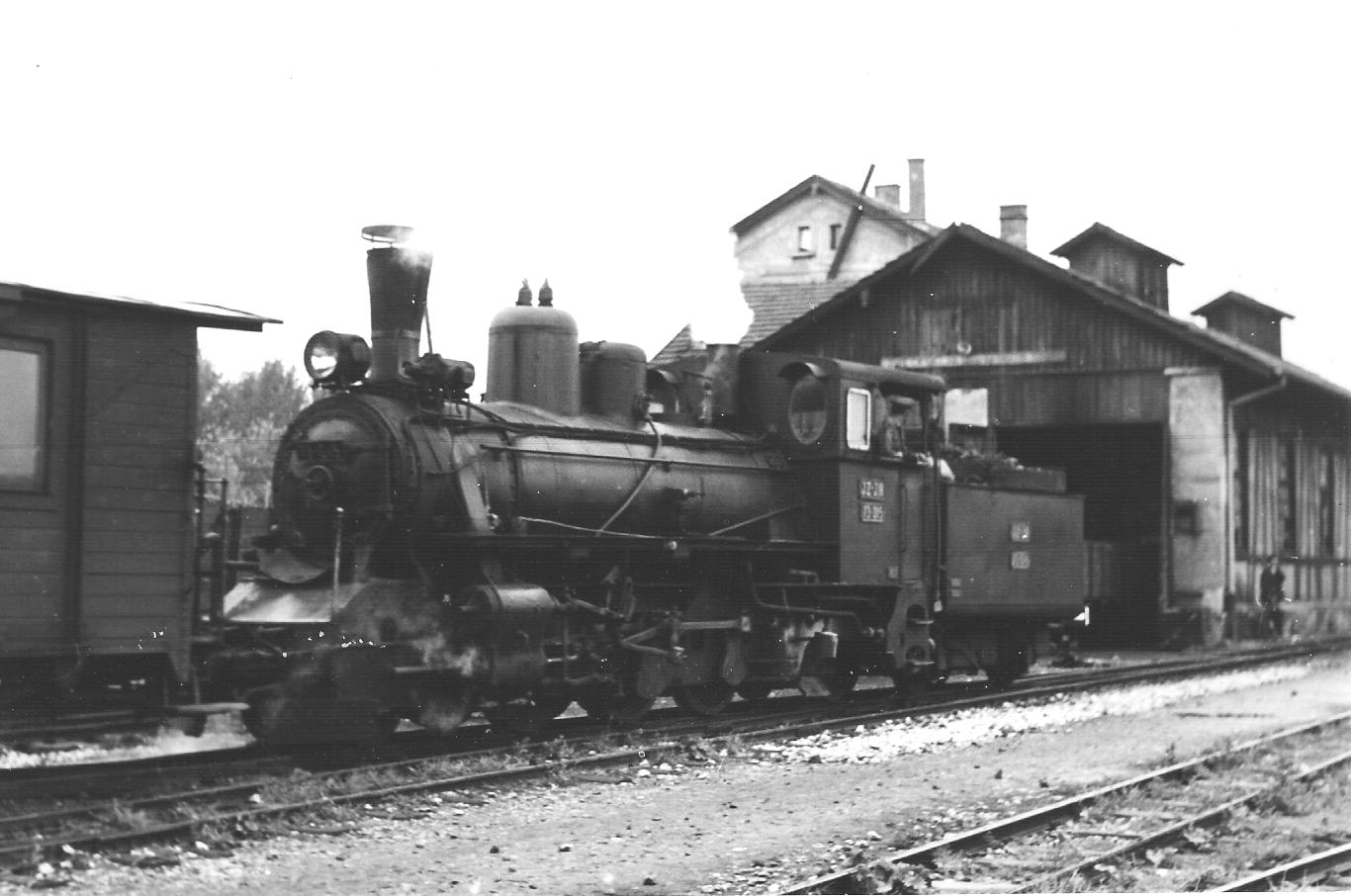
ユーゴスラビア鉄道時代の73-015号機（もとIIIb5 165号機）、プリイェドル駅、1967年

ボスニア・ヘルツェゴビナ国有鉄道IIIb5形蒸気機関車（ボスニア・ヘルツェゴビナこくゆうてつどうIIIb5がたじょうききかんしゃ）は、現在ではボスニア・ヘルツェゴビナとなっている共同統治国ボスニア・ヘルツェゴヴィナのボスニア・ヘルツェゴビナ国有鉄道 （Bosnisch-Herzegowinische Staatsbahnen（BHStB）、1908年以降Bosnisch-Herzegowinische Landesbahnen（BHLB））およびその後身となった鉄道で使用された蒸気機関車である。

## 概要
現在のボスニア・ヘルツェゴビナは、1878年のベルリン条約によりオーストリア＝ハンガリー二重帝国配下の共同統治国ボスニア・ヘルツェゴヴィナとなっていた。この時代には、ブロド - ゼニツァ間に最初の軍用鉄道が敷設されて以降、二重帝国ボスナ鉄道、ボスニア・ヘルツェゴビナ国有鉄道、二重帝国軍用鉄道などによって各地にボスニアゲージと呼ばれる760mm軌間の鉄道が建設されており、その後これらの路線のうち主要なものは、1895年にボスナ鉄道がボスニア・ヘルツェゴビナ国有鉄道に統合されたことなどにより同国鉄の路線となっていた。
ボスニア・ヘルツェゴビナ国有鉄道では、主にオーストリア＝ハンガリー帝国本国で製造された機関車が使用されていたが、旧曲線の多い路線がほとんどであったため、曲線通過性能に配慮した機関車として双合式のIIa2形、先輪、従輪とテンダーにクローゼ式輪軸操舵機構を装備したIIa4形、動輪とテンダーにクローゼ式輪軸操舵機構を採用したIIIa4形およびIIIa5形計90機が1904年にかけて導入されて主力として使用され、1903年からは車軸配置D1'のIVa5形の増備が進められていた。また、ネレトヴァ線スプリト線のアプト式ラック区間用としてIIIb4形とIIIc5形計46機が1919年にかけて導入されていた。
IIIb5形はボスニア・ヘルツェゴビナ国有鉄道が、1894年-96年製で車軸配置1'B1'の旅客列車牽引用であったIIa4形の増備として、1907年から導入した760mm軌間、車軸配置1'C1'のテンダー式蒸気機関車であり、他の多くのボスニア・ヘルツェゴビナ国鉄の機体と同様にバイエルン王国に本社があったクラウスが原設計を担当して同社のオーストリア＝ハンガリー帝国のリンツ工場で製造されたほか、同国のマーバグでも製造されている。IIa4形のクローゼ式輪軸操舵機構は先輪と従輪をリンクで結合して、曲線通過時に相互の転向角度を同調させることによって曲線通過時の軌道への横圧を低減するものであったが、IIIb5形では通常の先台車および従台車を使用するとともに動軸を2軸から3軸として構造の簡素化と牽引力の向上を図ったものとなっている。また、本形式はボスニア・ヘルツェゴビナ国鉄では最大の動輪径であったIIa4形の1100mmに次ぐ1060mm径の動輪と、同国鉄では初の採用であった過熱式のボイラーにより、最高速度60km/hの高速性能を有しており、760mm軌間用の蒸気機関車としては最速に類するものとなっているほか、運転室やテンダーを始めとする全体のデザインは同時期に製造されていたIVa5形と類似のものであった。
本形式の形式称号の"III"は動軸3軸、"b"は自重30-35t、"5"はテンダーを含まない全軸数を表すものであったが、ユーゴスラビア国鉄時代の1933年の称号改正により、全機が73形となっている。この付番方法では蒸気機関車のうち、01-49形が標準軌のテンダ式、50-69形が標準軌のタンク式、70-94形が760mm軌間、95-98形が760mm軌間のラック式、99形が600mm軌間と分類され、経年の進んでいた機体にはこれらに100を加えた形式名とされていた。また、クラウス社ではL200b型、マーバグ社では100型の型式名が付与されている。
その後ボスニア・ヘルツェゴビナ国鉄は1908年のボスニア・ヘルツェゴビナ併合にともなってオーストリア＝ハンガリー帝国のボスニア・ヘルツェゴビナ地方鉄道に改称しているが、その後ボスニア・ヘルツェゴビナ地域は1914年-18年の第一次世界大戦およびオーストリア＝ハンガリー帝国の解体を経て1918年に成立したセルビア人・クロアチア人・スロベニア人王国（1929年に国名をユーゴスラビア王国に変更）に属することとなったことに伴い、ボスニア・ヘルツェゴビナ地域鉄道の路線は同国国鉄であるセルビア人・クロアチア人・スロベニア人王国鉄道（1929年にユーゴスラビア国有鉄道 に名称変更）の路線となってIIIb5形も同国鉄の所有となった。これにより、本形式は引続きボスニア・ヘルツェゴビナ地方のほかセルビア、クロアチアの760mm軌間の路線でも運行されるようになり、1933年には前述のとおり称号改正が実施されてIIIb5形から73形に形式変更となっている。
1941年にはクーデターやユーゴスラビア侵攻によりユーゴスラビア王国が実質的に崩壊し、ユーゴスラビア王国の鉄道はクロアチア独立国のクロアチア国鉄やセルビア救国政府のセルビア国鉄および占領していたドイツ、ハンガリー、イタリア、ブルガリア各国の国鉄が運行するようになったほか、パルチザンが運営する民族解放軍営鉄道がその支配地域で運行されており、本形式は1941年時点では全機をクロアチア国鉄が運行していた。
1945年にはユーゴスラビア連邦人民共和国が成立し、73形は再度ユーゴスラビア国鉄の所属となり、その後1952年にはユーゴスラビア国鉄の後身としてユーゴスラビア鉄道が発足しているほか、1963年には国名がユーゴスラビア社会主義連邦共和国に変更となっている。こうした流れの中でユーゴスラビア鉄道では鉄道の近代化の一環として760mm軌間のうち主要路線は標準軌に転換するともに、不要路線を廃止することとなり、1980年代までに760mm軌間の鉄道は全廃されているが、旅客列車の一部には気動車やディーゼル機関車が導入されたものの本格的な動力近代化が見送られたことにより、本形式はその末期まで運行されていた。
本形式の製造年ごとの製造所、製番、ボスニア・ヘルツェゴビナ国有鉄道（BHStB/BHLB）/セルビア人・クロアチア人・スロベニア人王国鉄道（SHS）機番、ユーゴスラビア国鉄/ユーゴスラビア鉄道（JDŽ/JŽ）形式機番は以下のとおりである。
| 製造年 | 製造所                 | 製番           | 機番（BHStB/BHLB/SHS） | 形式機番（JDŽ/JŽ） |
| ------ | ---------------------- | -------------- | ---------------------- | ------------------ |
| 1907年 | クラウス（リンツ工場） | 5700/5770-5771 | 151-153                | 73-001-003         |
| 1908年 | クラウス（リンツ工場） | 5963-5971      | 154-162                | 73-004-012         |
| 1911年 | クラウス（リンツ工場） | 6479-6481      | 163-165                | 73-013-015         |
| 1911年 | マーバグ               | 2829-2830      | 166-167                | 73-016-017         |
| 1913年 | マーバグ               | 3286-3291      | 168-173                | 73-018-023         |

## 仕様

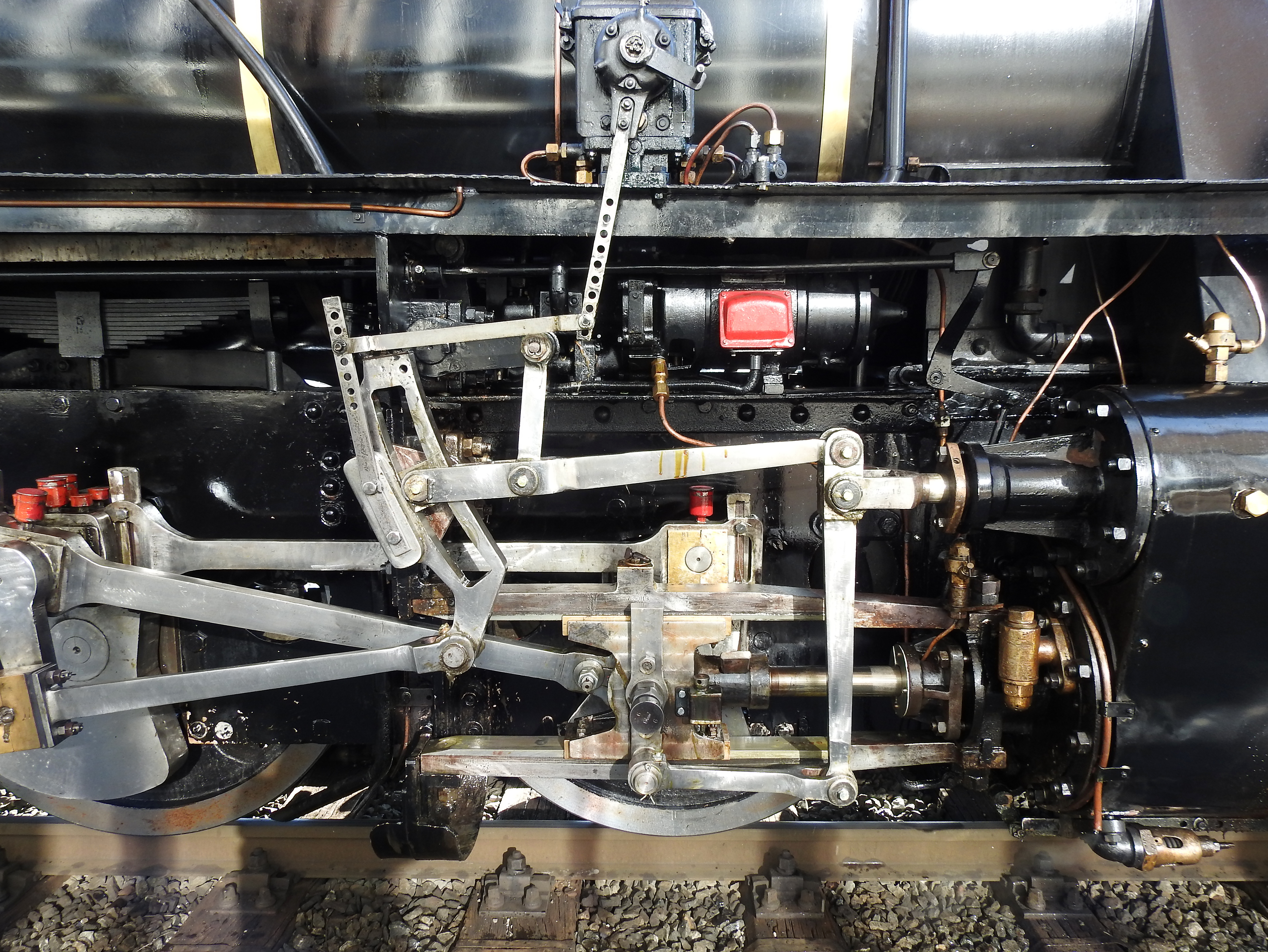
73-019号機シリンダおよび弁装置周辺

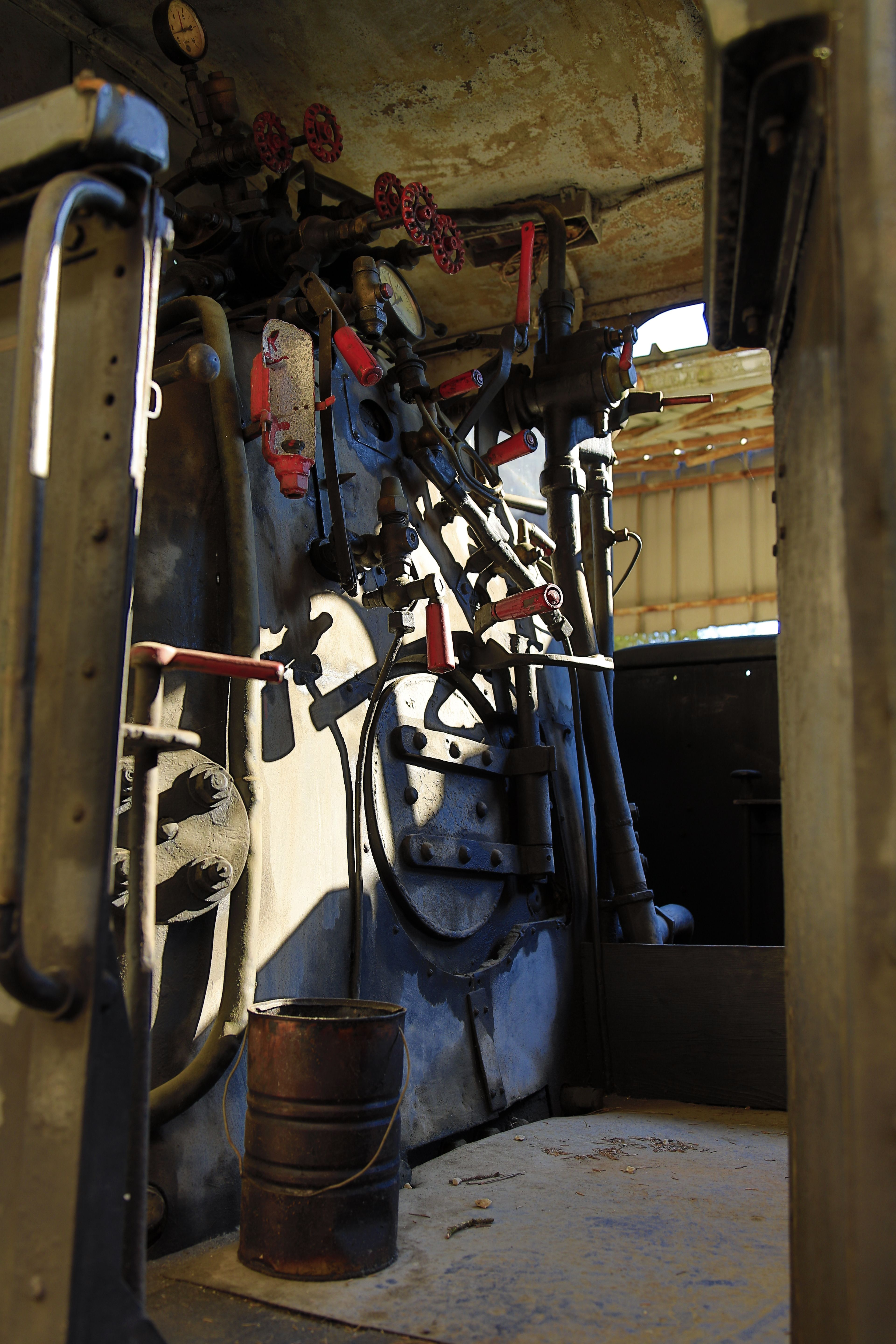
73-002号機（もとIIIb5 152号機）の運転室、2016年

### 走行装置
- 本形式は小径の動輪と、広火室で伝熱面積の大きいボイラーを組み合わせ、火室を動輪群後位側の台枠内に配置した低重心のボスニア・ヘルツェゴビナ国鉄における標準的な形態の機関車となっている。
- 主台枠は鋼板製の外側台枠式の板台枠となっており、広幅の火室を台枠内に納めてボイラー中心高を抑えている。また、シリンダブロックは鋳鉄製で、先輪、動輪、従輪は車軸配置1'C1'に配置されており、動輪は1060mm径、先輪、従輪、2軸式のテンダーの車輪はいずれも640mm径のいずれもスポーク車輪である。
- シリンダは一般的な2シリンダ単式でシリンダ径370mm、行程450mmとなっており、弁装置はワルシャート式、主動輪は第2動輪となっている。
- ボイラーは過熱蒸気式で、煙管長4200mm、火格子面積1.71m2、過熱面積22.3m2、全伝熱面積が103.42m2となっており、使用圧力は12kg/cm2である。
- ボスニア・ヘルツェゴビナ国鉄のIVa5形までのテンダー式機関車はIIa4形を除き従輪がなく、機関車後部のオーバーハングを抑制するために運転室は機関車後部からテンダー前部にかけて設けられ、壁面および屋根も機関車とテンダーにそれぞれに分離して設置される[11]ものであったが、IVa5形および本形式は従輪が設置されており、通常どおり機関車後部に運転室が配置されている。
- 初期の機体は砂箱がボイラー横部歩み板上に設置されていたが、その後ボイラー上の蒸気溜の後部に設置されるようになり、初期の機体も後年同様に改造されている。また、一部の機体は後年の改造により、ボイラー上の蒸気溜の後部に円筒状のペッツ・レイト式浄水装置[12]を装備して缶水の硬度を下げる処理をしている。
- テンダーは水搭載量5m3、石炭搭載量2tの2軸のものを使用している。
- 連結器はピン・リンク式連結器で、ねじ式連結器としても使用できるよう、ピン・リンク式連結器の左右にフックとリングを装備している。また、併せて真空ブレーキ用の連結ホースを装備している。
- ブレーキ装置は手ブレーキ及び真空ブレーキで、基礎ブレーキ装置は第2および第3動輪に片押し式の、テンダーの従輪に両抱式の踏面ブレーキが装備されている。

### 主要諸元
- 軌間：760mm
- 方式：2シリンダ単式、過熱蒸気式テンダ機関車
- 軸配置：1'C'1
- 最大寸法：全長13123mm、全高3532mm
- 機関車全軸距：6600mm
- 固定軸距：2600mm
- 動輪径：1060mm
- 先従輪径：640mm
- 自重
  - 空車重量：28.1t（テンダ込み34.1t）
  - 運転整備重量：30.6t（テンダ込み43.6t）
  - 動輪周上重量：21.6t
- ボイラー
  - 火格子面積：154m2
  - 火室伝熱面積：5.64m2
  - ボイラー伝熱面積：65.57m2
  - 過熱面積：20.74m2
  - 全伝熱面積：91.95m2
  - 煙管本数：小煙管99/大煙管15
  - 煙管長：3700mm
  - 使用圧力：12kg/cm2
- 走行装置
  - シリンダ（径×行程）：370×450mm
  - 弁装置：ワルシャート式
- ブレーキ装置：手ブレーキ、真空ブレーキ（ハーディー式）
- 性能
  - 最高速度：60km/h（後に50km/hとなる）
  - 粘着牽引力：29.4kN
  - シリンダ牽引力：40.2kN
  - 牽引トン数：150t（於40km/h、8パーミル）
- 石炭積載量：2t
- 水積載量：5m3

## 運行
- ボスニアゲージはオーストリア＝ハンガリー帝国内、特にバルカン半島の狭軌鉄道に1870年代以降広く採用されていた狭軌鉄道向けの軌間であり、二重帝国軍用鉄道と同じ760mm軌間として、有事の際には軍用鉄道として運行もしくは軍用鉄道と直通運行をしたり、本国から軍用鉄道の機材を持込んで運行したりできるよう考慮されたもので、ボスニア・ヘルツェゴビナだけでも約1500kmの路線網となっており、使用される蒸気機関車も本国のものと共通のものが導入される事例があった。
- 本形式はボスニア・ヘルツェゴビナ国鉄の路線で混合列車、貨物列車、勾配区間での旅客列車の牽引に使用されており、勾配区間では重連での運行もされている 。同国鉄の主な路線は以下の通り。
  - ボスナ線：サラエヴォ - ラシュヴァ - ブロド間（サラエヴォから北方、ハンガリー方面への路線）、264km
  - ネレトヴァ線：サラエヴォ - コニツ - チャプリナ - メトコヴィチ間（サラエヴォからアドリア海方面への路線、一部ラック式）、178km
  - スプリト線：ラシュヴァ - トラヴニク - ドニ・ヴァクフ - ブゴイノ間（クロアチアのアドリア海沿海のスプリトまでの建設を予定、一部ラック式）、70km
  - ダルマチア線：チャプリナ - ドゥブロヴニク - ツァヴタット - Zelenika間（クロアチアのダルマチア地方の国境に沿った路線）、183km
  - ボスニア東線：サラエヴォ - Međeđa – Uvac間（サラエヴォから東方への路線、後にセルビアのベオグラードまで接続）、137km
- 導入後は主に平坦な幹線であるボスナ線のサラエヴォ - ドボイ間や、ドゥブロヴニクなどのアドリア海沿岸の区間で使用され、一部置き換えられたIIa4形やIIIa4形がローカル線用や入替え用に転用されている。
- 1918年のセルビア人・クロアチア人・スロベニア人王国鉄道発足後には、セルビア、クロアチアでも使用されるようになったが、その中でも主要路線であったベオグラードとサラエヴォ間を結ぶ444kmのボスニア東線のセルビア側の路線は、1906年に開業していたサラエヴォからボスニア・ヘルツェゴビナ側国境の街であるDonje Vardišteまでの路線に接続する形で、1908年と1912年に開業していたセルビア側の路線も利用して1921年から建設が進められ、1928年10月30日にはベオグラードが開業した。この路線のシャルガン峠を越える区間はトンネルやループ線を多用した最急勾配18パーミルの山岳路線となっており、83形や85形が主力として使用されていたほか、本形式も使用されていた。
- その後ユーゴスラビア鉄道では一部旅客列車に気動車を導入することとなり、1938年にはガンツ製の448形（後の801形）3両7編成を、1962年には802形4両12編成を導入している。これらは本形式と同じ最高速度60km/hでの運転が可能なものであり、第二次世界大戦により石油入手が困難な時期を除き運行されていた。
- 1965年12月31日時点での配置は以下の通り。
  - サラエヴォ：17機
  - ベオグラード：5機
- 本形式はその後1970年代頃まで使用されており、その後老朽化及びボスニアゲージの路線の標準軌への転換の進展に伴って全機が廃車となっている。また、ボスニア・ヘルツェゴビナ地域のボスニアゲージの路線も一部の専用鉄道等を除き、1975年までに標準軌へ転換もしくは廃止となっている。

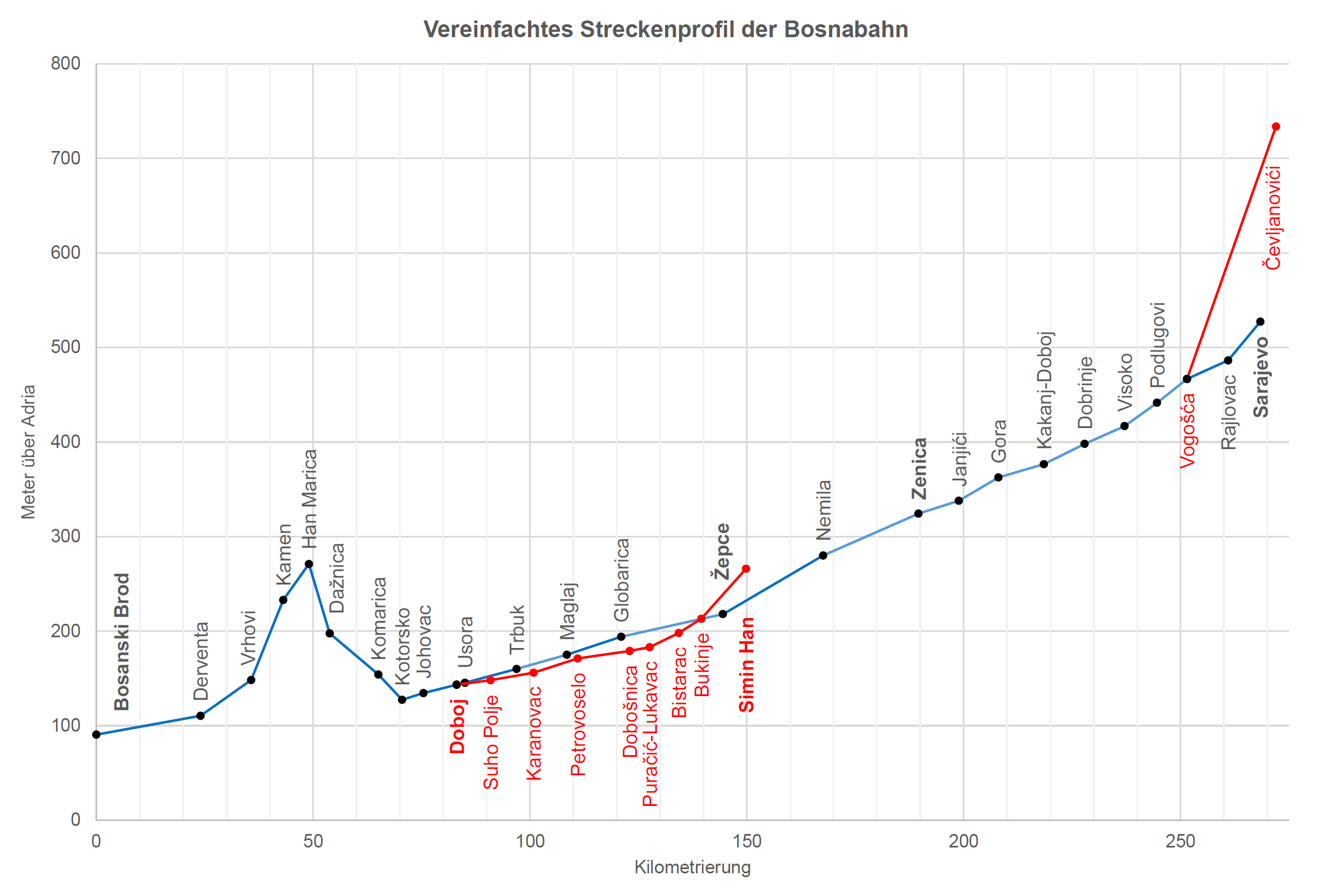
ボスナ線の線路高低図
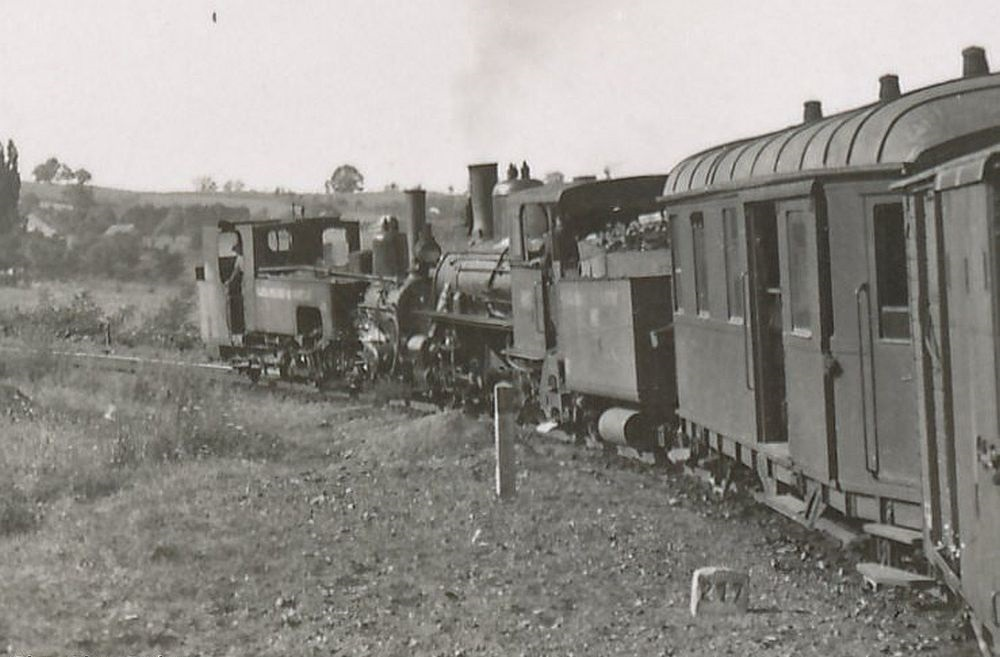
ボスナ線で189形と73形が牽引する列車、1940年
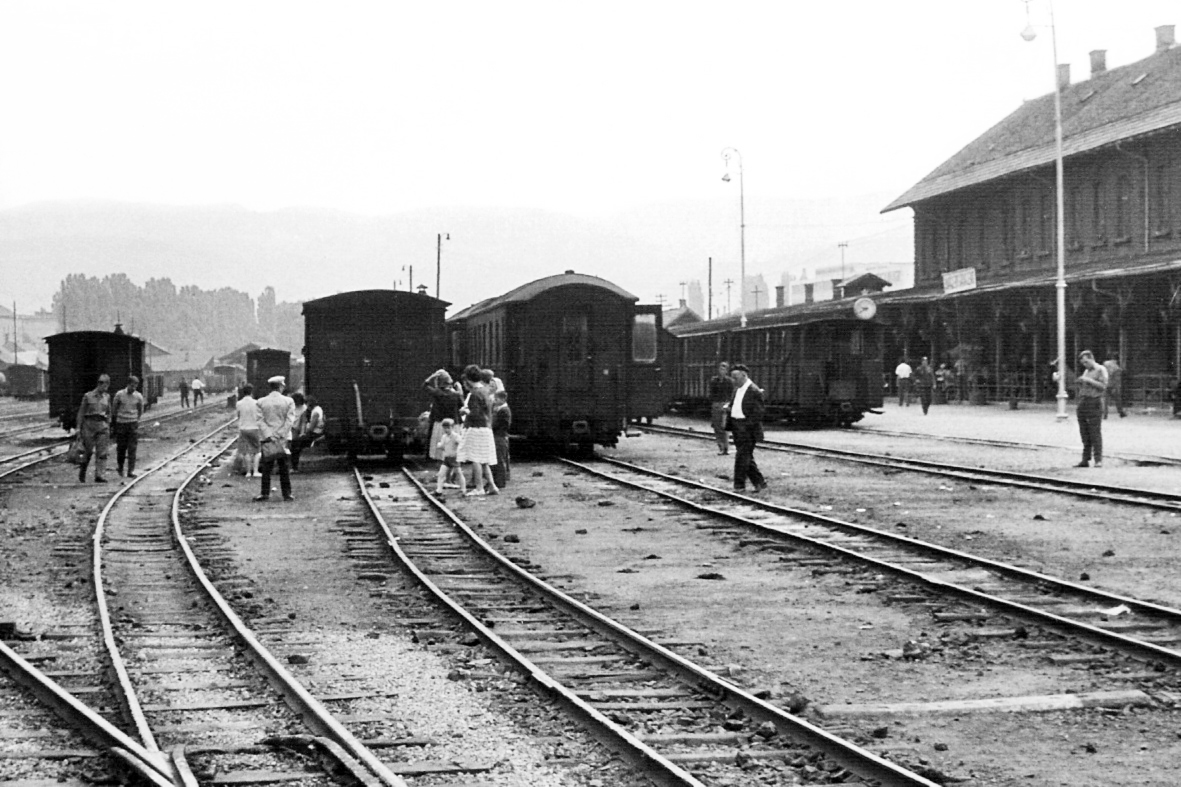
1965年当時のサラエヴォ駅
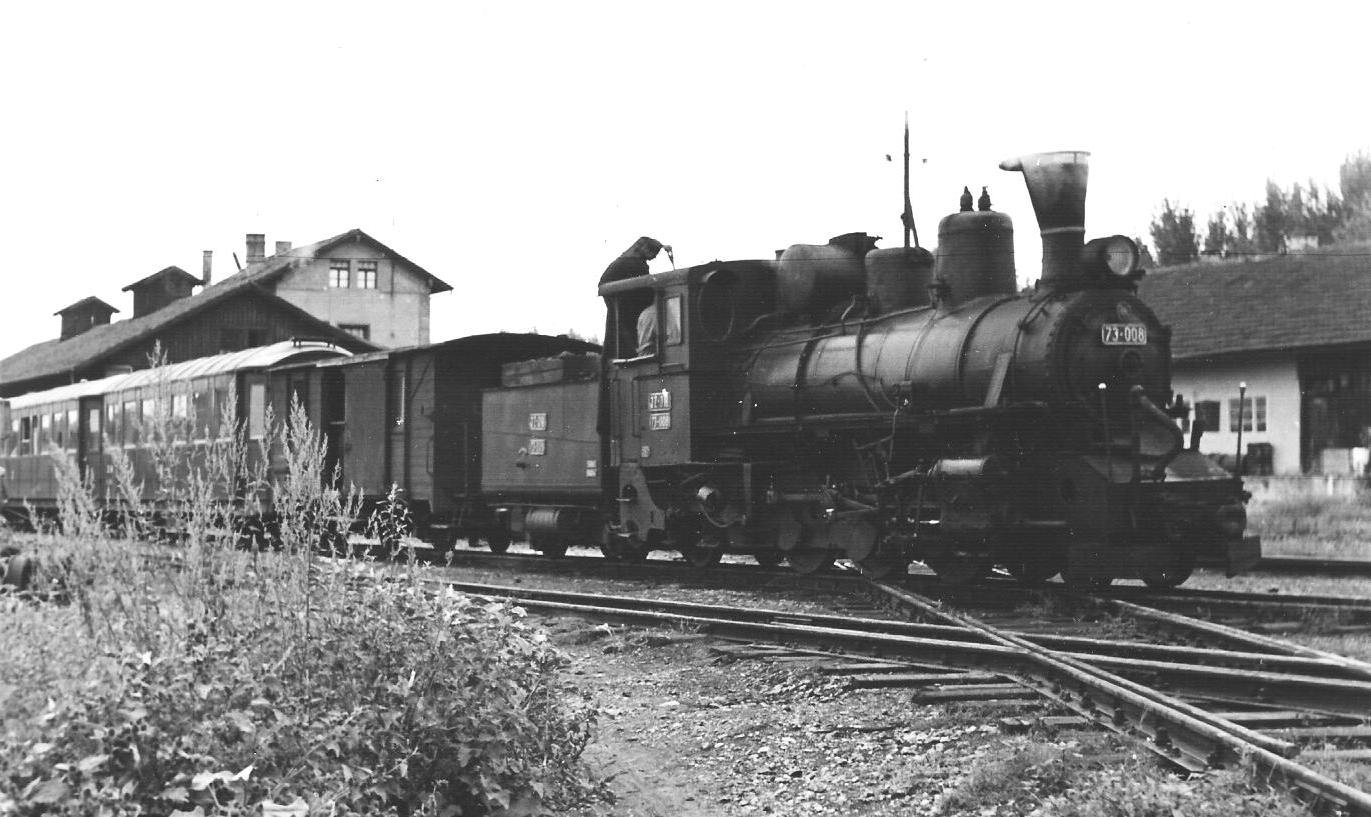
73形が牽引する列車、プリイェドル駅、1967年
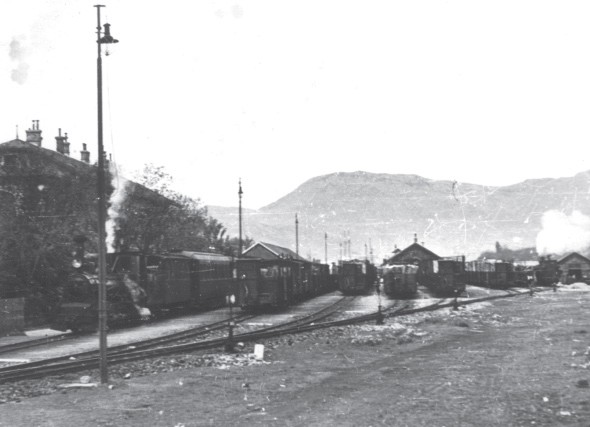
ネレトヴァ線のメトコヴィチ駅

## 現状
IIIb5形（73形）はユーゴスラビア鉄道での廃車後に何機かが博物館等で静態保存されているほか、1機がオーストリアで動態保存されている。

### ヤブラニツァのネレトヴァ橋
- 現在のボスニア・ヘルツェゴビナ連邦ヘルツェゴビナ＝ネレトヴァ県のヤブラニツァ近郊にあるネレトヴァ川にかかるネレトヴァ線の橋梁は第二次世界大戦において1943年のドイツ軍とパルチザンとの第4次反パルチザン攻勢（ネレトヴァの戦い）で落橋させられたもので、その後戦争史跡として近隣に博物館も設置されているが、その袂に73-018号機および数両の貨車が展示されている。

### Club 760
- オーストリアの鉄道車両保存団体であるclub 760では73-019号機（旧IIIb5 169号機）を動態保存しており、主にピンツガウ地方線[13]で観光列車を牽引しており、2009年にはボイラーの更新を含む大規模修繕を実施している。なお、Club 760では760mm軌間の蒸気機関車、ディーゼル機関車を多数保有してムアタール鉄道[14]をはじめとするオーストリア国内の複数の路線で動態保存機で観光列車を運行し、静態保存機を博物館で展示しており、旧ボスニア・ヘルツェゴビナ国鉄の機体も83-076号機が動態保存、ラック式の97-029号機（IIIc5 729号機）が静態保存されているほか旧ユーゴスラビア鉄道の1932-1937形の1932号機も動態保存されている。

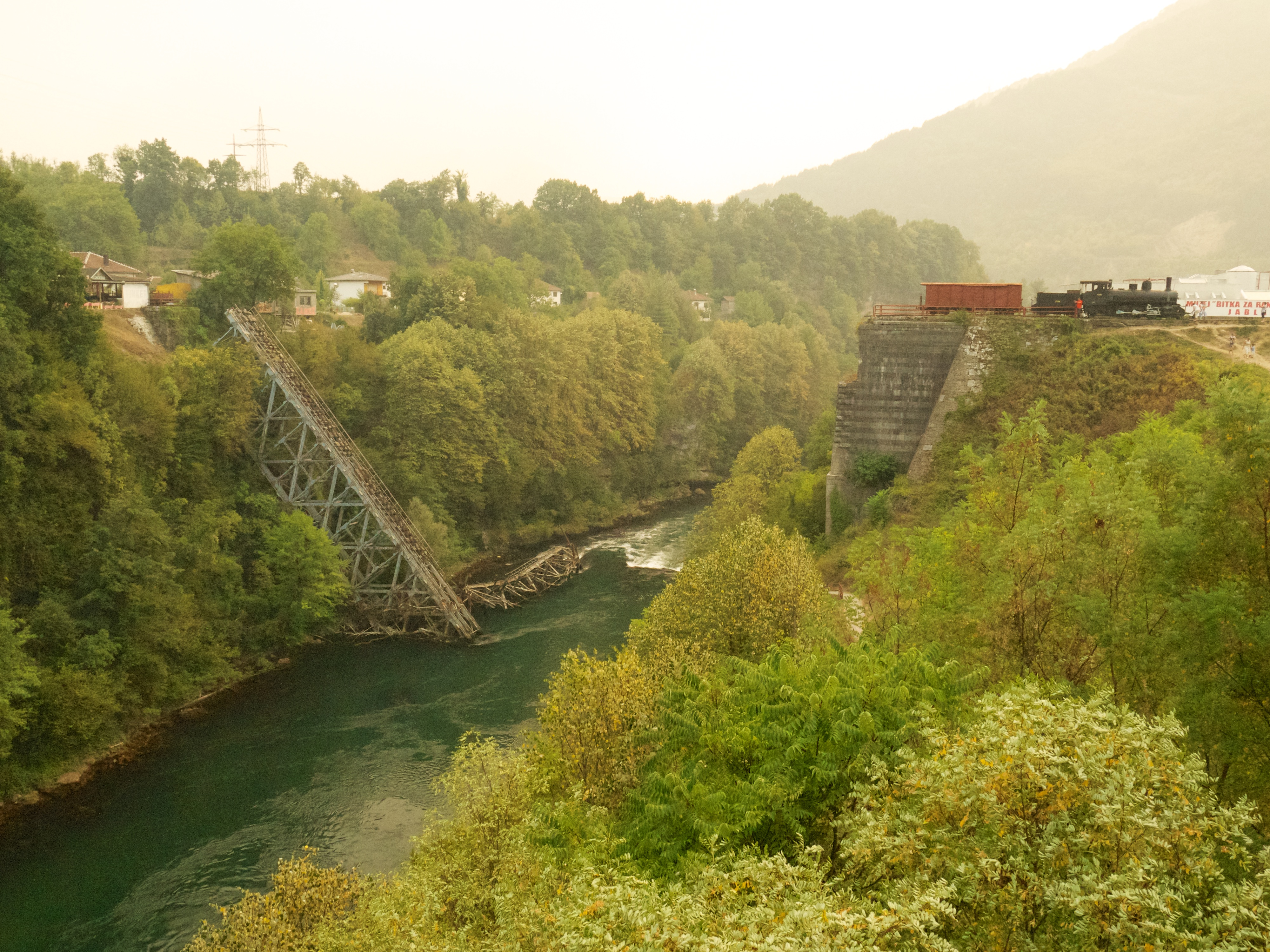
戦争史跡であるネレトヴァ橋の袂に静態保存される73-018号機、2012年
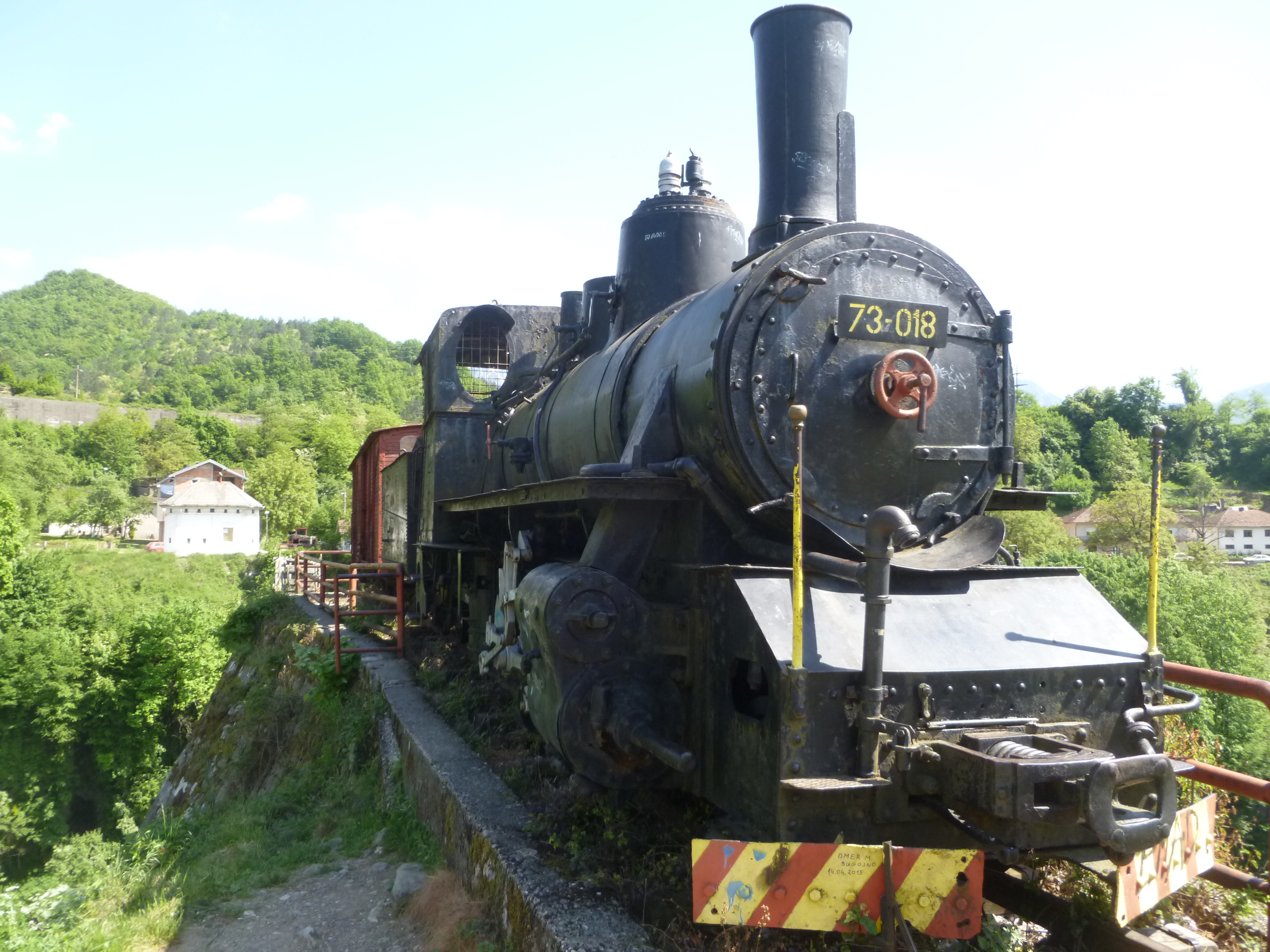
ヤブラニツァのネレトヴァ橋の袂に静態保存される73-018号機、2012年
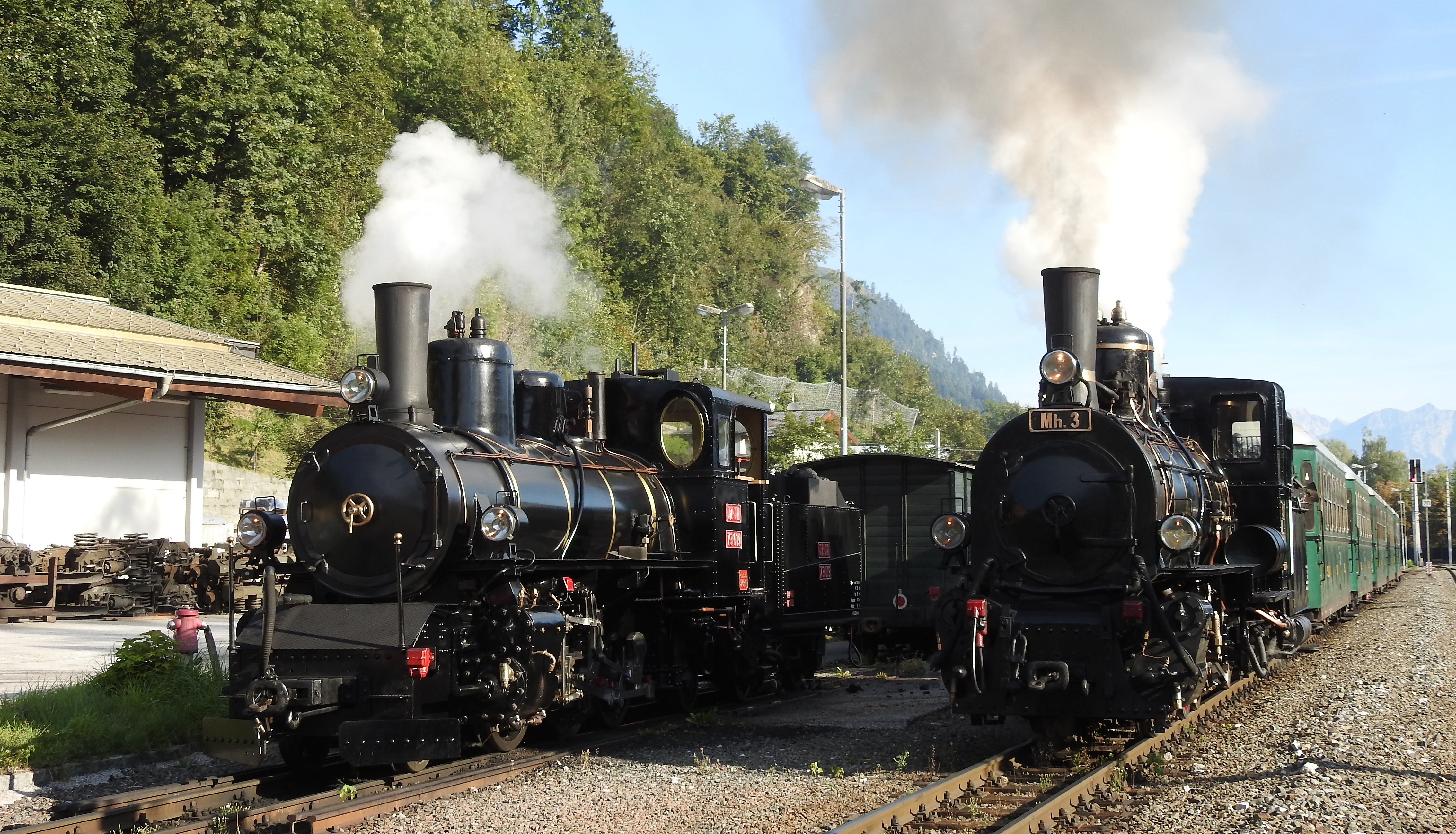
同じく動態保存されているMh3号機（右）と並ぶ73-019号機（左）、2015年
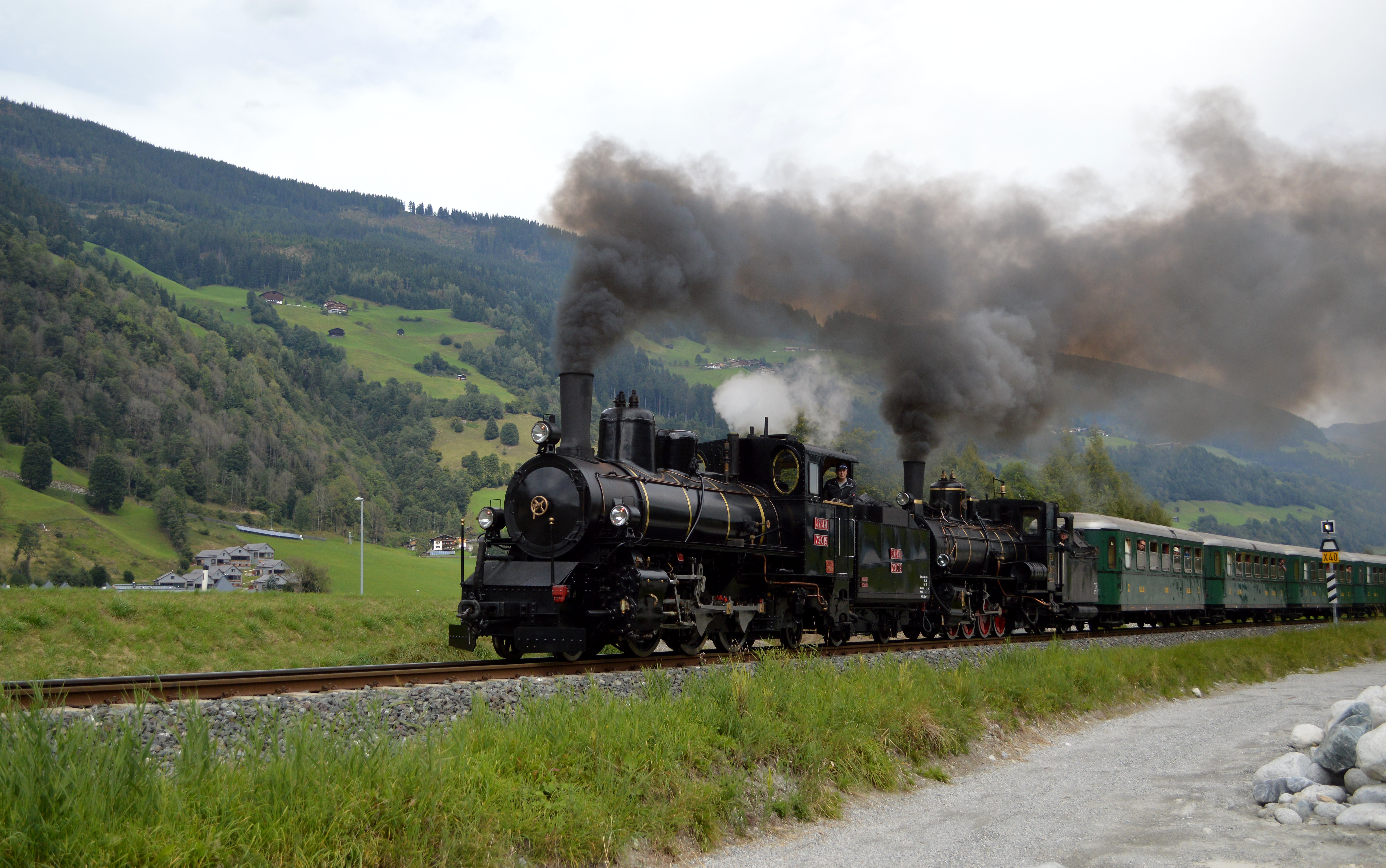
ピンツガウ地方線で観光列車を牽引する73-019号機とMh3号機の重連、2015年
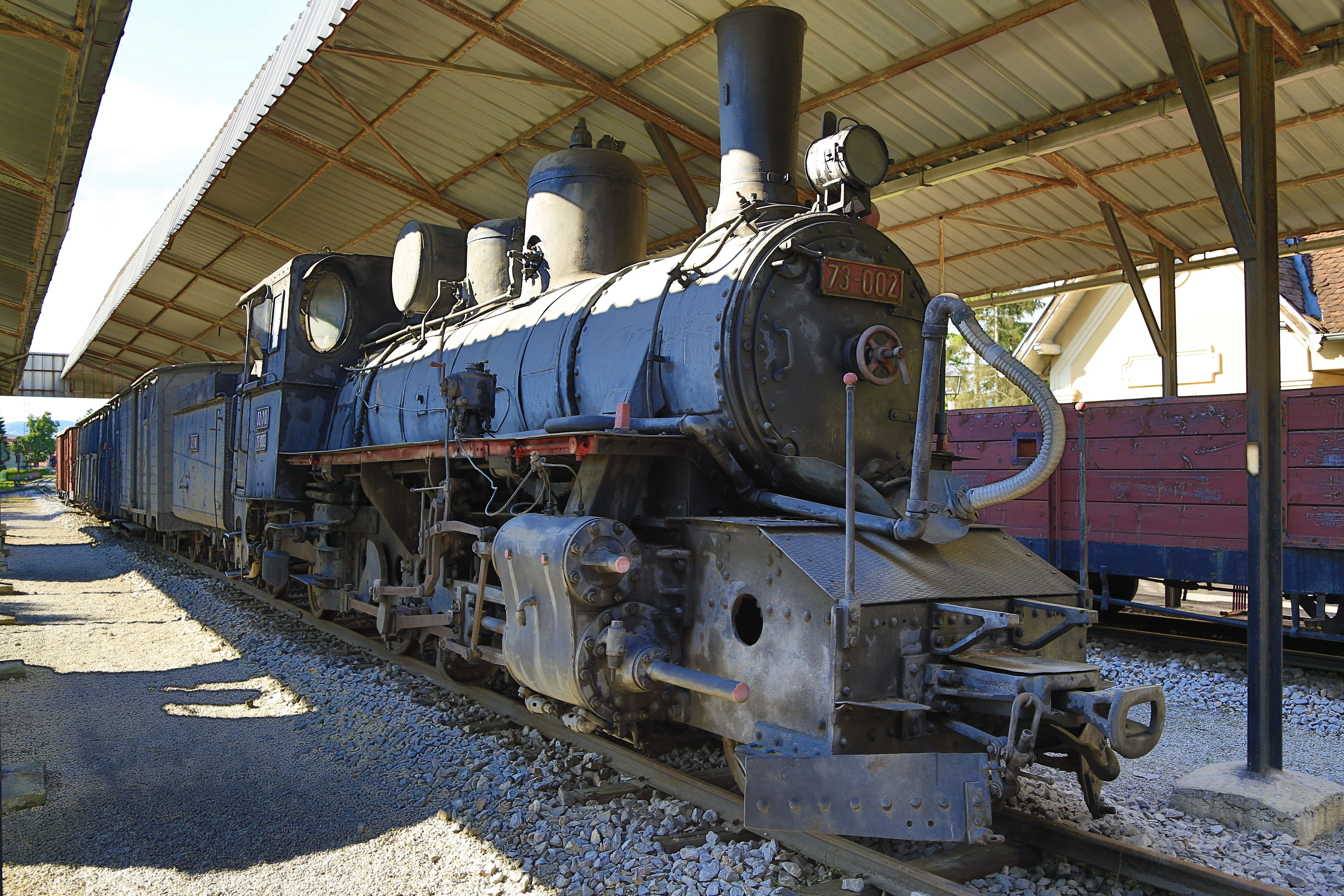
ポジェガの鉄道博物館に静態保存されている73-002号機、2016年